# Éditions Parti pris
Les éditions Parti pris sont fondées en 1964 par l'équipe de la revue Parti pris (1963-1968). Les éditions, comme la revue, partagent une vocation de gauche et se dotent d'un mouvement d'action politique. Les éditions ferment leurs portes en 1984 après avoir publié 146 ouvrages. Les Fonds d'archives des éditions et de la revue sont disponibles à Bibliothèque et Archives nationales du Québec à Montréal.

## Historique
En 1964, Laurent Girouard fonde les éditions Parti pris et en devient le premier directeur. Il dirigera les six premiers ouvrages, dont son premier roman, et le premier ouvrage des éditions, La Ville inhumaine (1964).

## Direction
- Laurent Girouard (1964-1965)
- Gérald Godin (1965-1977)
- Gaétan Dostie (1977-1984)

## Catalogue[5]

### Direction: Laurent Girouard
- Laurent Girouard, La Ville inhumaine, Éditions Parti pris, Montréal, 1964, 188 p.
- Claude Jasmin, Blues pour un homme averti, Éditions Parti pris, Montréal, 1964, 94 p.
- Germain Archambault, Le taxi: métier de crève-faim, Éditions Parti pris, Montréal, 1964, 95 p.
- Jacques Renaud, Le Cassé, Éditions Parti pris, Montréal, coll. « Paroles », 1964, 127 p.
- André Major, Le cabochon, Éditions Parti pris, Montréal, 1964, 195 p.
- Paul Chamberland, L'afficheur hurle, Éditions Parti pris, Montréal, coll. « Paroles », 1965, 78 p.
- André Major, La chair de poule, Éditions Parti pris, Montréal, coll. « Paroles », 1965, 187 p.
- Jacques Ferron, La nuit, Éditions Parti pris, Montréal, coll. « Paroles », 1965, 134 p.
- Claude Jasmin, Pleure pas, Germaine, Éditions Parti pris, Montréal, coll. « Paroles », 1965, 169 p.
- Jean-Jules Richard, Journal d'un hobo. L'air est bon à manger, Éditions Parti pris, Montréal, coll. « Paroles », 1965, 292 p.

### Direction: Gérald Godin
- Jean-Marie Nadeau, Carnets politiques, Éditions Parti pris, Montréal, coll. « Aspects », 1966, 174 p.
- Jacques Ferron, Papa boss, Éditions Parti pris, Montréal, coll. « Paroles », 1966, 142 p.
- Jean-Robert Rémillard, Sonnets archaïques pour ceux qui verront l'indépendance suivis de Complaintes du pays des porteurs d'eau, Éditions Parti pris, Montréal, coll. « Paroles », 1966, 61 p.
- Clémence DesRochers, Le monde sont drôles suivi de La ville depuis, Éditions Parti pris, Montréal, coll. « Paroles », 1966, 131 p.
- Gérald Godin, Les cantouques, Éditions Parti pris, Montréal, coll. « Paroles », 1966, 55 p.
- Berthio, Les cent dessins du Centenaire, Éditions Parti pris, Montréal, 1967, 123 p.
- Claude Jasmin, Les cœurs empaillés, Éditions Parti pris, Montréal, coll. « Paroles », 1967, 136 p.
- Gérard Bergeron, Du duplessisme au johnsonisme: 1956-1966 suivi de À l'écoute du diapason populaire, Éditions Parti pris, Montréal, coll. « Aspects », 1967, 470 p.
- Alfred DesRochers, Élégies pour l'épouse en allée, Éditions Parti pris, Montréal, coll. « Paroles », 1967, 94 p.
- Trung Viet Nguyen, Mon pays, le Vietnam suivi de La révolte gronde chez les étudiants américains, Éditions Parti pris, Montréal, coll. « Aspects », 1967, 230 p.
- François Hertel, Poèmes d'hier et d'aujourd'hui, Éditions Parti pris, Montréal et Éditions de la Diaspora française, Paris, 1967, 180 p.
- Paul Chamberland, L'inavouable, Éditions Parti pris, Montréal, coll. « Paroles », 1968, 118 p.
- Robert-Lionel Séguin, La victoire de Saint-Denis, Éditions Parti pris, Montréal, coll. du « Centrentenaire », 1968, 45 p.
- Jacques Renaud, Le cassé suivi de quelques nouvelles, Éditions Parti pris, Montréal, 1968, 125 p.
- Pierre Vallières, Nègres blancs d'Amérique, Autobiographie précoce d'un "terroriste" québécois, Éditions Parti pris, Montréal, coll. du « Centrentenaire », 1968, 543 .p
- Jacques Lanctôt et Paul Rose, Le lundi de la matraque, 24 juin 1968, Éditions Parti pris, Montréal, coll. « Documents »,1968, 155 p.
- Ernesto Che Guevara, Journal de Bolivie (7 nov. 1966-7 oct. 1967), Éditions Parti pris, Montréal, coll. « Aspects », 1969, 253 p.
- André Loiselet, Le mal des anges, Éditions Parti pris, Montréal, 1969, 63 p.
- Luc Granger, Ouate de phoque, Éditions Parti pris, Montréal, coll. « Paroles », 1969, 266 p.
- Charles Gill, Correspondance, Éditions Parti pris, Montréal, coll. du « Chien d'or », 1969, 247 p.
- Pierre Vadeboncœur, Lettres et colères, Éditions Parti pris, Montréal, coll. « Aspects », 1969, 196 p.
- Pierre Gravel, À perte de temps, Éditions Parti pris, Montréal et Anansi, Toronto, 1969, 118 p.
- Guy Gervais, Poésie I, Éditions Parti pris, Montréal, coll. « Paroles », 1969, 129 p.
- Gilles Bourque, Question nationale et classes sociales au Québec (1760-1840), Éditions Parti pris, Montréal, coll. « Aspects », 1970, 352 p.
- Robert Maheu, Les francophones du Canada, 1941-1991, Éditions Parti pris, Montréal, coll. « Documents », 1970, 119 p.
- Pierre Vadeboncœur, La dernière heure et la première, Éditions Parti pris et Éditions de l'Hexagone, Montréal, 1970, 78 p.
- Jacques Renaud, En d'autres paysages, Éditions Parti pris, Montréal, coll. « Paroles », 1970, 123 p.
- Jean-Marc Piotte, La pensée politique de Gramsci, Éditions Parti pris, Montréal, coll. « Aspects », 1970, 302 p.
- Jacques Geoffroy, La catoche orange, Éditions Parti pris, Montréal, coll. « Paroles », 1970, 55 p.
- Jean-Marc Piotte, Québec occupé, Éditions Parti pris, Montréal, coll. « Aspects », 1971, 249 p.
- Henri Poupart, Le scandale des clubs privés de chasse et pêche, Éditions Parti pris, Montréal, coll. « Aspects », 1971, 139 p.
- Pierre Perrault, En désespoir de cause, Éditions Parti pris, Montréal, coll. « Paroles », 1971, 80 p.
- Raymond Lévesque, Au fond du chaos, Éditions Parti pris, Montréal, coll. « Paroles », 1971, 50 p.
- Jérôme Proulx, Le panier de crabes, Un témoignage vécu sur l'Union nationale sous Daniel Johnson, Éditions Parti pris, Montréal, coll. « Aspects », 1971, 207 p.
- Gaston Gouin, J'il de noir, Éditions Parti pris et Éditions de l'Hexagone, Montréal et Éditions Cosmos, Sherbrooke, 1971, 55 p.
- Pierre Vallières, L'urgence de choisir, Éditions Parti pris, Montréal, coll. « Aspects », 1971, 159 p.
- Marie Letellier, On n'est pas des trous-de-cul, Éditions Parti pris, Montréal, coll. « Aspects », 1971, 221 p.
- Jean-Claude Lenormand, Québec-immigration, Éditions Parti pris, Montréal, coll. « Aspects », 1971, 137 p.
- Parti pris, Les Québécois, Éditions Parti pris, Montréal, 1971, 301 p.
- Gérard Bergeron, Du duplessisme à Trudeau et Bourassa 1956-1971, Éditions Parti pris, Montréal, coll. « Aspects », 1971, 631 p.
- Mao Tsé-toung, Poésies complètes, Éditions Parti pris, Montréal, coll. « Paroles », 1972, 133 p.
- André Beauregard, Miroirs électriques 1967-1970, Éditions Parti pris, Montréal, coll. « Paroles », 1972, 133 p.
- Jean-Marc Piotte, Sur Lénine, Éditions Parti pris, Montréal, coll. « Aspects », 1972, 302 p.
- En collaboration, Le Parti Acadien, Éditions Parti pris, Montréal, 1972, 155 p.
- Stanley Bréhaut Ryerson, Le capitalisme et la confédération. Aux sources du conflit Canada-Québec (1760-1873), Éditions Parti pris, Montréal, coll. «Aspects», 1972, 549 p.
- Denis Vanier, Lesbiennes d'acid, Éditions Parti pris, Montréal, coll. « Paroles », 1972, 72 p.
- Michel Bujold, Transitions en rupture, Éditions Parti pris, Montréal, coll. « Paroles », 1972, 57 p.
- André Potvin, Robert Smith et Michel Létourneux, L'anti-Trudeau. Choix de textes, Éditions Parti pris, Montréal, coll. « Aspects », 1972, 269 p.
- Paul Unterberg, 100 000 promesses. Liste partielle et incomplète des promesses électorales garochées aux Québécois depuis 1867, Éditions Parti pris, Montréal, 1972, 187 p.
- Reggie Chartrand, La dernière bataille, Éditions Parti pris, Montréal, coll. « Paroles », 1972, 262 p.
- Jim Laxer, Au service des U.S.A. La politique d'énergie du gouvernement canadien, Éditions Parti pris, Montréal, coll. « Aspects », 1972, 78 p.
- Robert-Lionel Séguin, L'esprit révolutionnaire dans l'art québécois. De la déportation des Acadiens au premier conflit mondial, Éditions Parti pris, Montréal, coll. du « Chien d'or », 1972, 579 p.
- Jacques Brault, La poésie ce matin, Éditions Parti pris, Montréal, coll. « Paroles », 1972, 117 p.
- Jacques Ferron, Les confitures de coings et autres textes, Éditions Parti pris, Montréal, coll. « Paroles », 1972, 326 p.
- Pierre Vadeboncœur, Indépendance, Éditions Parti pris et Éditions de l'Hexagone, Montréal, 1972, 179 p.
- Pierre Godin, L'information-opium. Une histoire politique du journal La Presse, Éditions Parti pris, Montréal, coll. « Aspects », 1973, 469 p.
- Apprenons à faire l'amour, Éditions Parti pris, Montréal, 1973, 54 p.
- Robert Roussil, Denys Chevalier, Éditions Parti pris, Montréal, coll. « Aspects », 1973, 101 p.
- Jean-Marc Piotte, La lutte syndicale chez les enseignants, Éditions Parti pris, Montréal, coll. « Aspects », 1973, 163 p.
- Sören Hansen et Jesper Jensen, Le petit livre rouge de l'étudiant, Éditions Parti pris, Montréal, 1973, 238 p.
- Claude Escande, Les classes sociales au Cégep (Sociologie de l'orientation des étudiants), Éditions Parti pris, Montréal, coll. « Aspects », 1973, 278 p.
- Marie B. Froment, Les trois courageuses Québécoises. Une aventure vers l'Ouest canadien, Éditions Parti pris, Montréal, coll. « Paroles », 1974, 215 p.
- Luc Granger, Amatride, Éditions Parti pris, Montréal, coll. « Paroles », 1974, 174 p.
- Raymond Lévesque, On veut rien savoir, Éditions Parti pris, Montréal, coll. « Paroles », 1974, 75 p.
- Claude Rousseau, Poèmes pour l'oeil gauche, Éditions Parti pris, Montréal, coll. « Paroles », 1974, 64 p.
- En collaboration, Les documents d’I.T.T. au Chili, traduit de l’anglais par Marcelle Desjardins (1937- ), coll. « Aspects », 1974, 207 p.
- Baudouin Burger, L’activité théâtrale au Québec, 1765-1825, coll. « Aspects », no 24, 1974, 410 p.
- Jacques-F. Bergeron, Le déclin écologique des lacs et cours d’eau des Laurentides, coll. « Aspects », no 25, 1974, 160 p.
- Marie-Marthe T.-Brault, Monsieur Armand, guérisseur, coll. « Paroles » [sic : « Aspects »], no 26, 1974, 155 p.
- Lao Zi [Lao-tseu (Ve -IVe siècles avant J.-C.)], Le Tao et la vertu, traduction nouvelle [du Tao-tö king] et introduction par Joseph L. Liu, coll. « Aspects », no 22, 1974, 199 p.
- André Beauregard, Changer la vie, coll. « Paroles », no 30, 1974, 48 p.
- Paul-Émile Borduas, Textes. Refus global, Projections libérantes, coll. « Paroles », no 34, 1974, 71 p.
- Paul-Émile Borduas, Refus global, Projections libérantes, nouvelle édition augmentée d’une Introduction de François-Marc Gagnon et suivie de Notes biographiques, de Borduas et l’automatisme par Marcel Fournier et Robert Laplante, et de Dimensions de Borduas de Claude Gauvreau, coll. « Projections libérantes », no 1, 1977, 155 p.
- Louise de Grosbois, Raymonde Lamothe et Lise Nantel, avec la collaboration de Gilles Garand et al., Les patenteux du Québec, coll. du « Chien d’or », no 4, 1974, 272 p.
- Marie-France Dubois, Le passage secret, coll. « Paroles », no 35, 1975, 91 p.
- Louis Bergeron, Fin d’end, coll. « Paroles », no 36, 1975, 50 p.
- Raoul Roy, Jésus, guerrier de l’indépendance, coll. « Aspects », no 27, 1975, 415 p.
- Michel Garneau, La plus belle île, coll. « Paroles », no 26, 1975, 63 p.
- Gérald Godin, Libertés surveillées, coll. « Paroles », no 38, 1975, 52 p.
- Marcelle Brisson, Par delà la clôture, coll. « Paroles », no 42, 1975, 121 p.
- Jacques Renaud, Le fond pur de l’errance irradie, coll. « Paroles », no 37, 1975, 61 p.
- Thérèse Hardy, Mémoires d’une relocalisée, coll. « Paroles », no 43, 1975, 89 p.
- Marcel Rioux, La question du Québec, édition revue et augmentée d’un chapitre, coll. « Aspects », no 30, 1976, 263 p.
- Marcel Rioux, La question du Québec, coll. « Aspects », no 30 [sic : 28], 1977, 271 p.
- Revon Reed, Lâche pas la patate. Portrait des Acadiens de la Louisiane, coll. du « Chien d’or », no 6, 1976, 143 p.
- George A. Robberts, Techniques modernes de trappage, coll. « Québec chasse et pêche », no 41, 1976, 96 p.
- Gilles Bibeau, Les bérets blancs. Essai d’interprétation d’un mouvement québécois marginal, coll. « Aspects », no 29, 1976, 187 p.
- Julien Bigras, L’enfant dans le grenier, préface de Henry Bauchau (1913-2012), coll. « Paroles », no 45, 1976, 108 p.
- André Leclerc, Poussières-Taillibert, coll. « Paroles », no 48, 1986, 26 p.
- Charles Lipton, Histoire du syndicalisme au Canada et au Québec 1827- 1959, traduit de l’anglais par Michel van Schendel, coll. « Aspects », no 32, 1976, 520 p.
- Réjean Ducharme, Ines Pérée et Inat Tendu, Montréal, Éd. Leméac, coll. « Théâtre », no 58, 1976, 121 p.
- Pierre Vadeboncœur, Un génocide en douce, écrits polémiques, Montréal, Éd. de l’Hexagone, coll. « Aspects », no 36, 1976, 190 p.
- André Beauregard, Voyages au fond de moi-même : juillet 1973, illustrations et calligraphie de Richard Doutre, photo de Serge Clément, coll. « Paroles », no 44, 1976, 98 p.
- Pierre Landreville, Astrid Gagnon et Serge Desrosiers, Les prisons de par ici. Droits des détenus au Québec, préface de Laurent Laplante, coll. « Aspects », no 33, 1976, 234 p.
- Jean-Guy Rens et Raymond LeBlanc, Acadie / Expérience. Choix de textes acadiens: complaintes, poèmes et chansons, coll. du « Chien d’or », no 5, 1977 [1976], 197 p.
- Claude Gauvreau, Œuvres créatrices complètes, édition établie par l’auteur, avertissement de Gérald Godin (l’Éditeur), coll. du « Chien d’or », no 2, 1977 [1971], 1503 p.
- Pierrot Léger, Le show d’Évariste le Nabord-à-Bab, [partitions ou portées musicales de Claude Vivier, dessins de Brenda Kimpan,  photos de Maurice Blain, Pierre Boisclair et Denis Plain,] coll. « Paroles », no 49, 1977, 112 p.
- Pierre Graveline, Chansons d’icitte, coll. « Paroles », no 51, 1977, 126 p.
- Rémi Savard, Le rire précolombien dans le Québec d’aujourd’hui, Montréal, Éd. de l’Hexagone, 1977, 157 p.